# République de Lucques
1160-–1805
Entités précédentes :
- Saint-Empire :
- Marche de Toscane

Entités suivantes :
- Principauté de Lucques et Piombino

La république de Lucques (nom officiel en latin : Respublica Lucensis, nom officiel en italien : Serenissima Repubblica Lucense) est un ancien État de la péninsule italienne, en Toscane, dont Lucques était la capitale. Elle a été indépendante de 1160 à 1805, hormis quelques brèves périodes d’occupations florentine et pisane au XIVe siècle. Elle a également été brièvement occupée en 1799 par la France puis par l’Autriche, ensuite en 1801 à nouveau par la France.

## Histoire
Après la mort de Mathilde de Toscane, Lucques devient une commune indépendante. En 1288, elle acquiert l’immédiateté impériale. En 1805, la république est conquise par Napoléon Bonaparte, qui installe à sa tête Élisa Bonaparte, sa sœur, avant de fusionner la république avec la principauté de Piombino pour former la principauté de Lucques et Piombino. Celle-ci sera dissoute en 1815, le duché de Lucques étant confié à Marie-Louise d'Étrurie puis annexé au grand-duché de Toscane en 1847.

## Territoire
La République comprenait quatre enclaves :
- Gallicano ;
- Castiglione di Garfagnana ;
- Minucciano ;
- Montignoso.